# Retourperiode
Een retourperiode of herhalingsperiode is een begrip in de ingenieurstechniek die gebruikt wordt bij het ontwerpen. In veel gevallen is het onmogelijk of oneconomisch om bij het ontwerpen van constructies geheel zeker te zijn dat het gebouw alle tijdens de levensduur optredende toevallige krachten (wind, golven, trillingen) kan opnemen. Het gebouw wordt ontworpen om wél te kunnen weerstaan aan situaties (zoals: stormen, windvlagen, aardbevingen) die, gemiddeld gezien, één keer om de retourperiode voorkomen. Zo worden kusten berekend met een retourperiode van de golven berekend op 1000 (België) tot 10.000 jaar (haven van Rotterdam). 
Het berekenen van de bijvoorbeeld precieze windsnelheid, aardbevingsmagnitude of golfhoogte, die overeenkomt met een bepaalde retourperiode, kan bepaald worden aan de hand van vroeger opgemeten gegevens, eventueel aangevuld met extreme waarden verdelingen: speciale statistische functies waarvan men weet dat de "staart" bij heel kleine kansen overeenkomt met die van gemeten waarden.